# Cisaris takagii
Cisaris takagii är en stekelart som beskrevs av Kusigemati 1985. Cisaris takagii ingår i släktet Cisaris och familjen brokparasitsteklar. Inga underarter finns listade i Catalogue of Life.